# ألبرشت الأول (مرغريف براندبورغ)
ألبرشت الدب (بالألمانية:Albrecht der Bär ؛ 1100 - 18 نوفمبر 1170) مرغريف براندنبورغ الأول (باسم ألبرشت الأول) من سنة 1157 حتى وفاته، كما كان لفترة وجيزة دوقا لساكسونيا بين عامي 1138 و 1142.
كان ألبرشت الابن الوحيد لأوتو، كونت بالنشتت، وإيليكا ابنة ماغنوس بيلونغ دوق ساكسونيا. ورث عن والده عقارات قيمة في ساكسونيا الشمالية سنة 1123، وعند وفاة والدته سنة 1142، تولى نصف أراضي آل بيلونغ. كان ألبرشت مـُـقطعاً وفياً لقريبه لوثر الأول، دوق ساكسونيا، ومنه، حصل حوالي العام 1123 على مرغريفية مرغريفية لوزاتيا، إلى الشرق؛ بعد أن أصبح لوثر ملك الألمان، رافقه في حملة كارثية على بوهيميا سنة 1126، عندما تعرض لعقوبة سجن قصيرة.
ورطته رغبته في توسيع عقاراته الموروثة في ساكسونيا باشتباكات هناك. بعد وفاة نسيبه هاينرش الثاني مرغريف التخم الشمالي الساكسوني، وهي منطقة صغيرة على نهر إلبه عام 1128، ألبرشت، المصاب بخيبة أمل لعدم حصوله على هذه إقطاعية لنفسه، هاجم أودو الذي ورثها، فما كان من لوثر إلا أن نزع منه لوزاتيا. وبالرغم من هذا، ذهب إلى إيطاليا سنة 1132 في قافلة الملك، وتمت مكافأته على خدماته هناك في عام 1134 بتنصيبه على التخم الشمالي، الذي كان مجدداً من دون حاكم.
ولما ترسخ وجوده في التخم الشمالي، وضع ألبرشت عينه الطامعة أيضاً على الأراضي قليلة السكان إلى الشمال وإلى الشرق. خاض حملات ضد الونديين السلاف لمدة ثلاث سنوات، الذين لكونهم وثنيين اعتـُبروا لعبة عادلة، والذي كان إخضاعهم إلى المسيحية هدف الحملة الصليبية على الونديين سنة 1147 وقد شارك ألبرشت فيها؛ كانت التدابير الدبلوماسية أكثر نجاحاً، وباتفاق مع آخر أمراء براندنبورغ الونديين بريبيسلاف الهيفيلي، أمـّن ألبرشت هذه المنطقة عندما توفي الأمير سنة 1150. مستحوذاً على لقب «مرغريف براندنبورغ»، وصعـّد «الحملة الصليبية» ضد الونديين، ووسـّع حدوده، وشجع الهجرة الألمانية، وأنشأ الأسقفيات تحت حمايته، وأصبح بذلك مؤسس مرغريفية براندنبورغ عام 1157، واتي ظلت بيد ورثته - آل أسكانيا - حتى انقراض الخط عام 1320.
عام 1137 كونراد الثالث ملك الألمان من آل هوهنشتاوفن، حرم ابن عم ألبرشت وغريمه، هاينريش الفخور من دوقيته الساكسونية، ومنحها لألبرت إن هو تمكن منها. بعد بعض النجاح الأولي في جهوده الرامية إلى للاستيلاء عليها، أُخرج ألبرشت من ساكسونيا، وأيضاً من تخمه الشمالي مسيرته الشمالية على يد هاينريش، واضطر اإلى اللجوء في جنوب ألمانيا. عندما أبرم صلحاً مع هاينريش سنة 1142، تخلى ألبرشت عن الدوقية الساكسونية وحصل على كونتيتي فايمر وأورلامونده. ربما في هذا الوقت جـُعل ألبرشت ياور الإمبراطورية الأول، وهو المنصب الذي أعطى مرغريفات براندنبورغ بعد ذلك حقوق الأمير الناخب.
سنة 1158، قطعت رحلة حج إلى الأراضي المقدسة عداءً مع ابن هاينريش، هاينريش الأسد دوق ولاية ساكسونيا. عام 1162 رافق ألبرشت الإمبراطور فريدريك بربروسا إلى إيطاليا، حيث ميز نفسه في اقتحام ميلانو.
في عام 1164 انضم ألبرشت رابطة من الأمراء تشكلت ضد هاينريش الأسد، وتم إنجاز السلام سنة 1169، قـسـّم ألبرشت أراضيه بين أبنائه الستة. توفي يوم 13 نوفمبر 1170، ربما في شتندال، ودفن في بالنشتت.